# 会津伸
会津 伸（あいづ しん、1921年1月6日 - 2005年12月31日）は、日本のドイツ文学者。

## 略歴
東京生まれ。1942年東京帝国大学文学部独文科卒、1949年東北大学文学部助教授、1961年から1963年スイスと西ドイツに学ぶ。
1966年神戸大学文学部教授、1971年京都府立大学教授、1984年定年退官、名誉教授、愛知大学客員教授。
1991年退職。

## 著書
- 『スイス教養旅行』（白陵社） 1973
- 『ミューズの子とともに 近代ドイツ抒情詩論』（松籟社） 1984

## 翻訳
- 『シュヴァイツェル その人間と精神』（ジョージ・シーバー、みすず書房） 1952
- 『シュヴァイツェル その思想の歩み』（ジョージ・シーバー、みすず書房） 1953
- 『講演 現代における平和の問題』（アルベルト・シュワイツェル、くるみのやど社） 1956
- 「神さまのお話」（弥生書房、リルケ全集6） 1960
- 『心は夕日よりも明るく シュトラースブルク説教集』（シュヴァイツェル、新教出版社、新教新書） 1967
- 『水と原生林のあいだで』（シュヴァイツェル、大和書房、人生の名著16） 1969
- 『われら何をなすべきか 倫理の問題に関する12章』（シュヴァイツェル、新教出版社） 1975
- 「スイスだより」（潮出版社、『ゲーテ全集12 紀行』） 1979、のち新版 2003
- 『生命への畏敬 アルベルト・シュワイツァー書簡集 1905 - 1965』（H・W・ベール編、松村國隆共訳、新教出版社） 1993

## 参考
- 会津伸教授略歴・主な業績  愛知大学文学論叢 1991-03